# Nagroda literacka dziennika Borås tidning dla debiutantów
Nagroda literacka dziennika Borås tidning dla debiutantów (Borås Tidnings debutantpris) – szwedzka nagroda literacka przyznawana co roku przez dziennik Borås Tidning oraz Högskolan i Börås. Kwota nagrody wynosi 100 000 szwedzkich koron, a wyróżnienie przyznano po raz pierwszy w 2001 roku. Celem nagrody jest "wspieranie twórczości literackiej, która, według jury, ma szanse na bycie fascynującą i znaczącą". 

## Laureaci[2]
- 2001: Lotta Lotass – za Kallkällan
- 2002: Maria Zennström(inne języki) – za Katarinas sovjetiska upplevelser
- 2003: Daniel Sjölin(inne języki) – za Oron bror
- 2004: Jonas Hassen Khemiri – za Ett öga rött
- 2005: Ida Börjel(inne języki) – za Sond
- 2006: Andrzej Tichy(inne języki) – za Sex liter luft
- 2007: Martina Lowden – za Allt
- 2008: Viktor Johansson(inne języki) – za Kapslar
- 2009: Sara Mannheimer(inne języki) – za Reglerna
- 2010: Johan Kling(inne języki) – za Människor helt utan betydelse
- 2011: Helena Österlund(inne języki) – za Ordet och Färgerna
- 2012: Tomas Bannerhed(inne języki) – za Korparna
- 2013: Susanna Lundin(inne języki) – za Hindenburg
- 2014: Anna Fock(inne języki) – za Absolut noll
- 2015: Maxim Grigoriev(inne języki) – za Städer
- 2016: Stina Stoor(inne języki) – za Bli som folk
- 2017: Thom Lundberg(inne języki) – za För vad sorg och smärta
- 2018: Agnes Lidbeck(inne języki) – za Finna sig
- 2019: Wera von Essen(inne języki) – za En debutants dagbok[3]